# 2006-os közel-keleti ralibajnokság
A 2006-os közel-keleti ralibajnokság 2006. január 25-én vette kezdetét és december 1-jén végződött. A bajnok a címvédő Nászer el-Attija lett.

## Versenynaptár
| Dátum                      | Verseny                   | Győztes*         |
| -------------------------- | ------------------------- | ---------------- |
| január 25–27.              | UAE International Rally   | Nászer el-Attija |
| február 16–18.             | Qatar International Rally | Nászer el-Attija |
| március 16–18.             | Oman International Rally  | Nászer el-Attija |
| május 25–27.               | Jordan Rally              | Nászer el-Attija |
| június 30. – július 2.     | Rally of Lebanon          | Nászer el-Attija |
| november 3–5.              | Troodos Rally             | Nászer el-Attija |
| november 29. – december 1. | Dubai International Rally | Hálid al-Kászimi |

* A győztes versenyző nem feltétlen egyező az adott verseny abszolút győztesével. Itt a bajnoki értékelésben első helyezett versenyző neve van feltüntetve.

## Végeredmény
| # | Versenyző           | Rali | Rali | Rali | Rali | Rali | Rali | Rali | Teljes pontszám |
| # | Versenyző           | UAE  | QAT  | OMA  | JOR  | LEB  | TRO  | DUB  | Teljes pontszám |
| - | ------------------- | ---- | ---- | ---- | ---- | ---- | ---- | ---- | --------------- |
| 1 | Nászer el-Attija    | 10   | 10   | 10   | 10   | 10   | 10   | 0    | 60              |
| 2 | Suhail AL Maktum    | 6    | 2    | 8    | 8    | 8    | 8    | 8    | 48              |
| 3 | Hálid al-Kászimi    | 8    | 3    | 0    | 0    | 6    | 0    | 10   | 27              |
| 4 | Abdullah Al-Qassimi | 5    | 5    | 0    | 5    | 5    | 0    | 6    | 26              |
| 5 | Amjad Farrah        | 3    | 0    | 0    | 6    | 4    | 6    | 0    | 19              |